# Vestimenta romaní

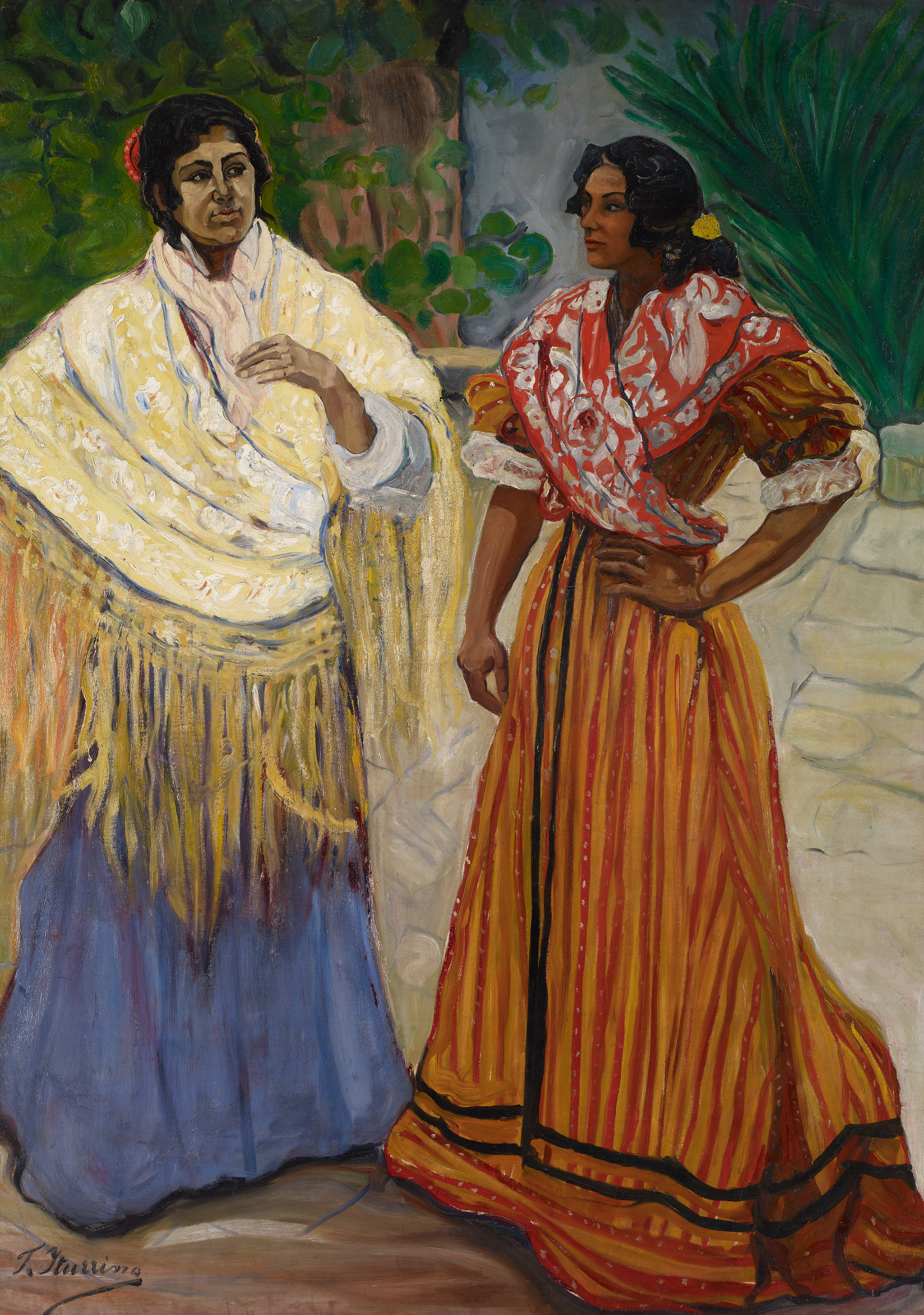
Dos mujeres gitanas en España con su traje tradicional, por Francisco Iturrino

La vestimenta romaní es la vestimenta tradicional del pueblo romaní.
La vestimenta tradicional está estrechamente relacionada con la historia, la cultura y la identidad nacional del pueblo romaní.  
Ciertos estudiosos encuentran similitudes de la vestimenta romaní con las poblaciones del sur de Asia, debido al consenso general sobre los orígenes en el sur asiático del pueblo romaní. Sin embargo, también señalan que existen muchas diferencias, evidencia del contacto que el pueblo romaní ha tenido con otros grupos a través de la historia. Debido a esto, la vestimenta romaní puede variar drásticamente entre las diferentes tribus; sin embargo, existen ciertas similitudes constantes que definen la vestimenta romaní en su conjunto. 
Los romaníes suelen ser reconocibles por su apariencia y  códigos culturales de vestimenta. Un aspecto de esto, es que el pueblo romaní valora la exhibición exterior de su riqueza y prosperidad, reflejada en su vestimenta tradicional. 

## Ropa de mujer

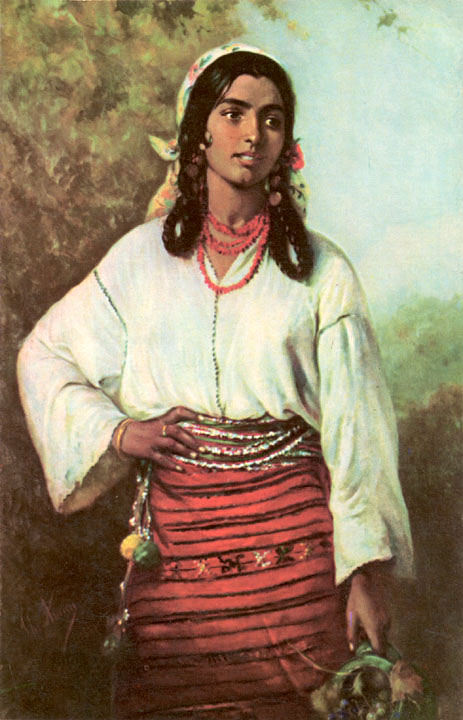
Niña romaní de Rumania con un traje tradicional de Theodor Aman

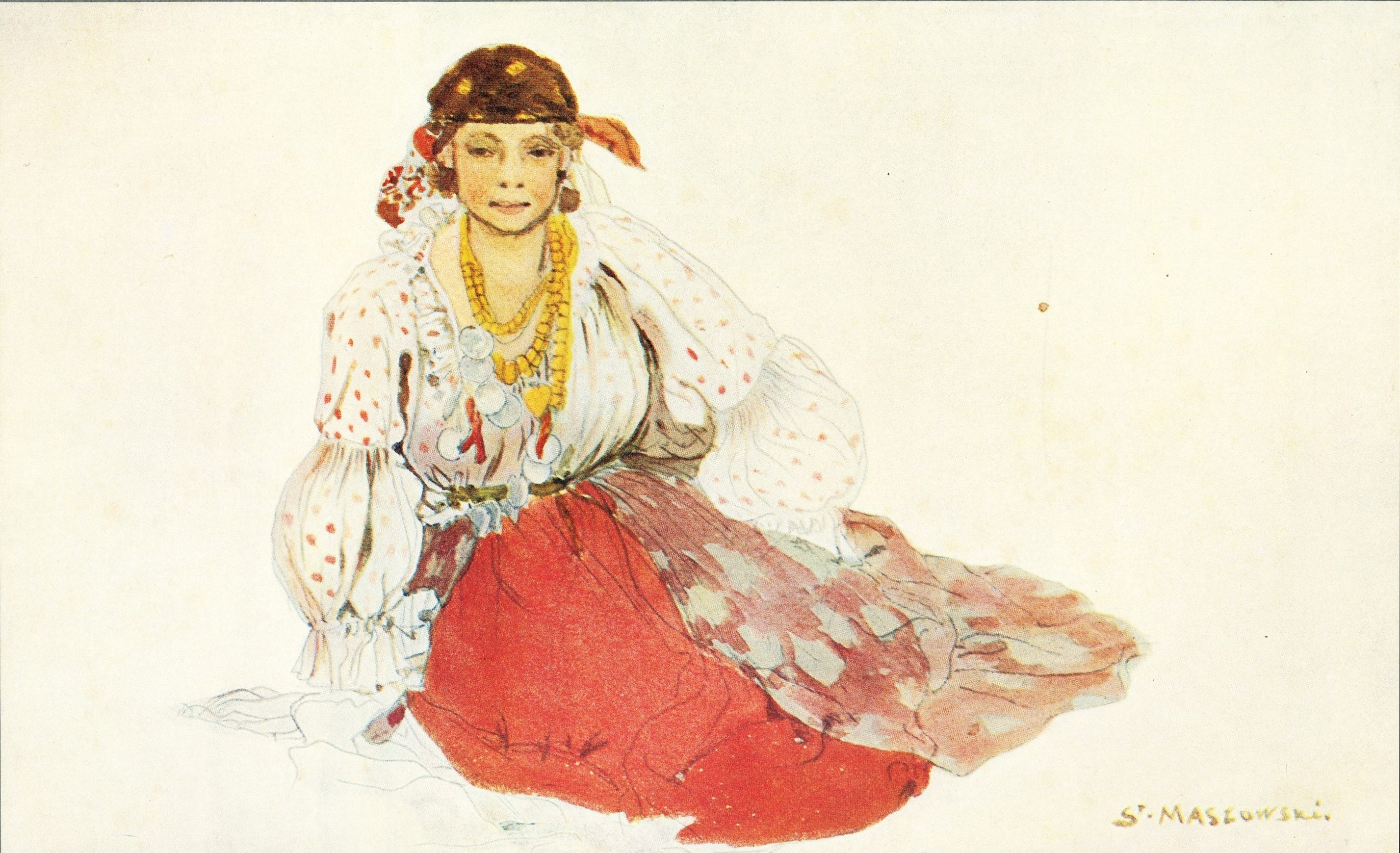
Mujer romaní en Polonia, Stanisław Masłowski, acuarela, 1877

Las mujeres romaní tienden a usar collares, pulseras y pañuelos en la cabeza, los cuales suelen estar adornados con monedas de oro. El Diklo es un pañuelo tradicional que usan las mujeres casadas Vlax Romani. 
Tradicionalmente, as mujeres romaní utilizan faldas para la parte inferior de su cuerpo. El tamaño de las faldas varía entre diferentes tribus, edad y estado civil. Tradicionalmente, las faldas siempre se usaban debajo de las rodillas, ya que la parte inferior del cuerpo se consideraba tabú en la cultura romaní debido a las leyes del marime. También es común que las mujeres roma eviten el uso de pantalones. Cabe notar, que estos dos aspectos han cambiado un poco en las generaciones mas jóvenes. 
En ciertas culturas Vlax Romani, como los Gábors, las mujeres romaní mayores de 10 años siguen un código de vestimenta que consiste en una falda plisada de colores, una blusa colorida con estampados, un delantal largo plisado del mismo material que la falda y, para las mujeres casadas, el pañuelo constituye la regla de vestimenta. Tanto las mujeres casadas como las jóvenes solteras llevan una cinta roja en el pelo.
Además, las mujeres casadas Vlax Roma, llevan un delantal blanco encima de la falda.   El delantal de una mujer romaní estaba colocado para proteger la comida de la suciedad del vestido según el código de limpieza del pueblo romaní. 
En cuanto al calzado, las mujeres utilizan sandalias, pantuflas, botas o zapatos. El color de las faldas puede reflejar el estatus y la edad de una mujer romaní; las niñas más jóvenes usan colores más brillantes mientras que las mujeres mayores usan colores más oscuros. Las faldas negras son un signo de luto en la cultura romaní. 
En el caso de las comunidades musulmanas romaníes de las Balcanes, las mujeres de la generación más joven tienden a utilizar ropa mas conservadora, mientras que las generaciones mayores prefieren  diseños, colores y simbolismos tradicionales romaní.  En la sociedad romaní musulmana, el código de vestimenta de las mujeres se controla de cerca y se enfatiza la modestia, especialmente cuando se trata de la mitad inferior del cuerpo. 

## Ropa masculina

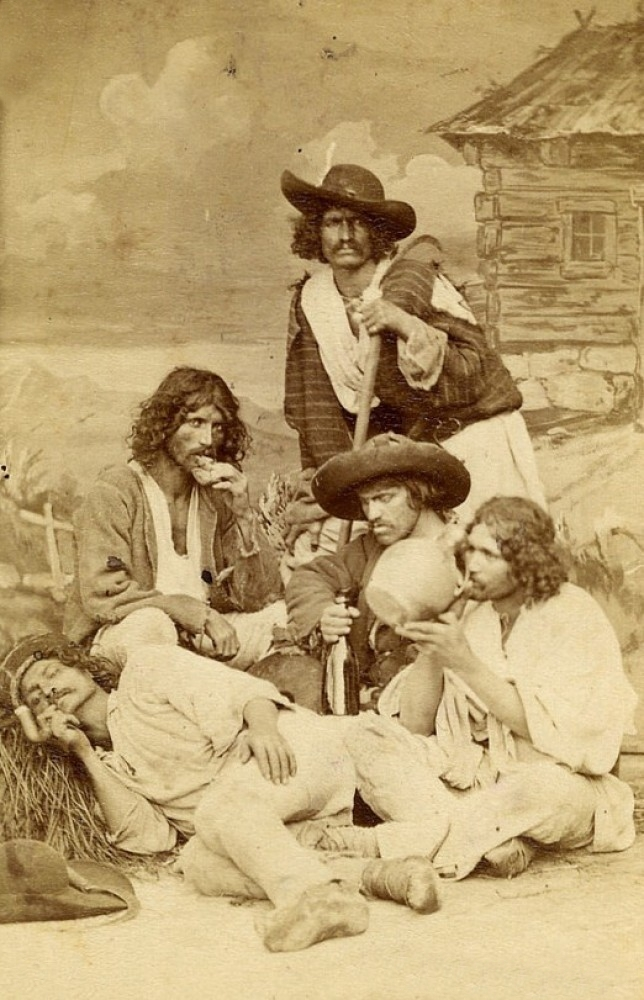
Hombres romaníes de Transilvania con su vestimenta tradicional, 1865

Los hombres romaníes de las zonas urbanas tienden a usar trajes y corbatas brillantes como muestra de moda, estatus y elegancia. Los hombres romaníes suelen llevar anillos y collares de oro como joyas. El sombrero y el chaleco de un hombre romaní son indicativos de su tribu y afiliación de clan. Debido al estigma romaní que rodea la parte inferior del cuerpo, los hombres romaníes a menudo evitan los pantalones cortos. 
La ropa de los hombres romaníes era estándar en todos sus respectivos clanes y compartir ropa entre los miembros del clan se consideraba un símbolo de hermandad. 
En ciertas culturas Vlax Romani, como los Gábors, los hombres usan un código de vestimenta que consiste en un sombrero de ala ancha, pantalones negros holgados, abrigo y camisa oscuros con un chaleco con botones plateados. Respecto al calzado, usan zapatos cerrados negros. 

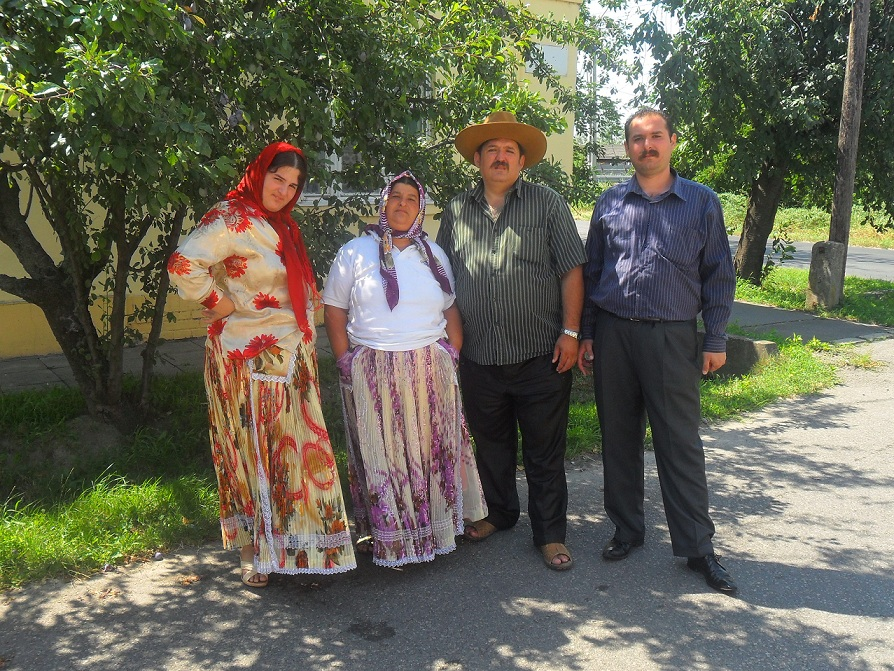
Gabor-Roma de Transilvania, Rumania con vestimenta tradicional

- Cultura gitana

## Galería

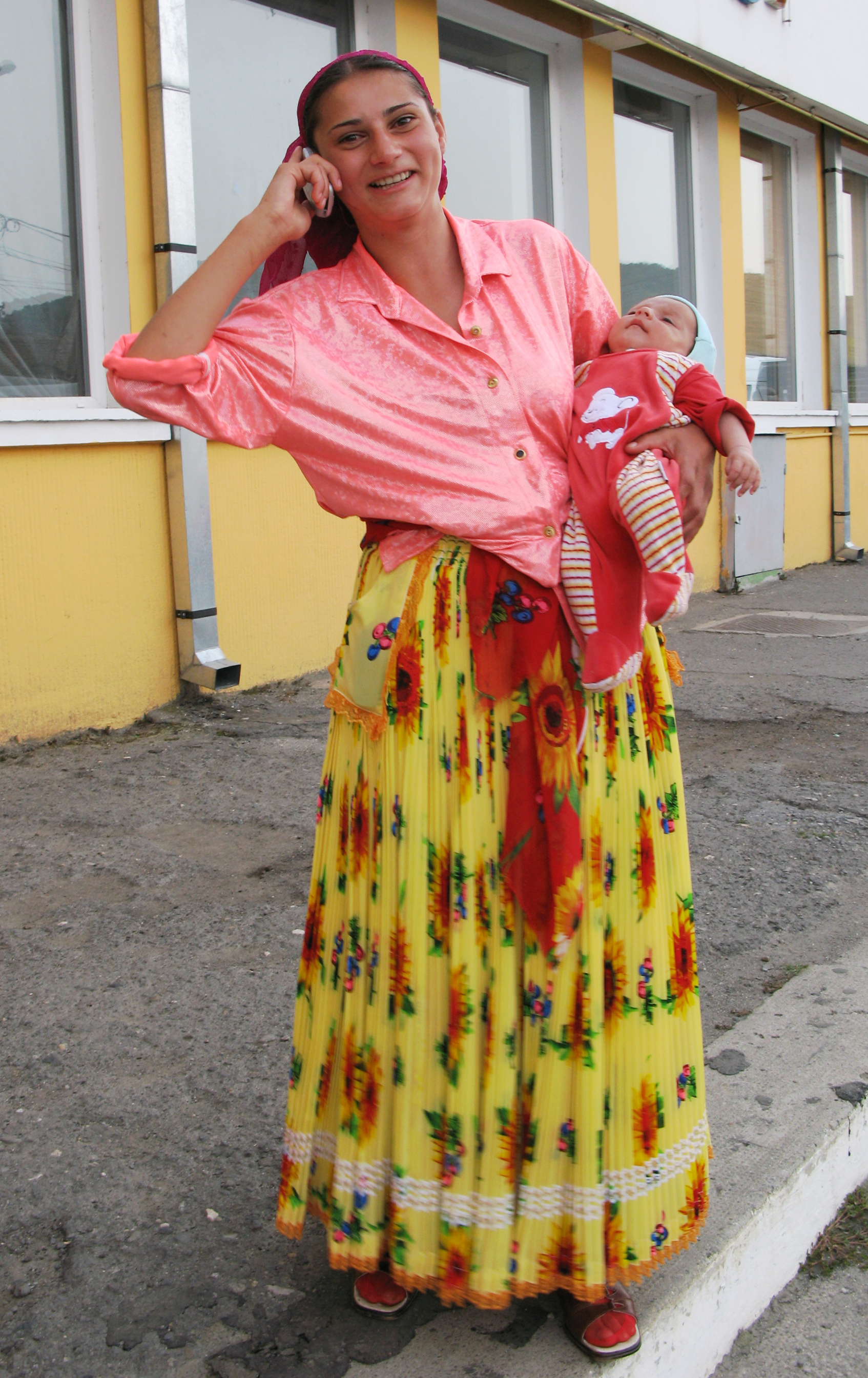
Madre Romaní de Rumania con ropas tradicionales
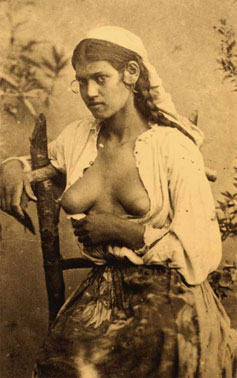
Foto de una mujer romaní en Rumania por Carol Szathmari, 1870
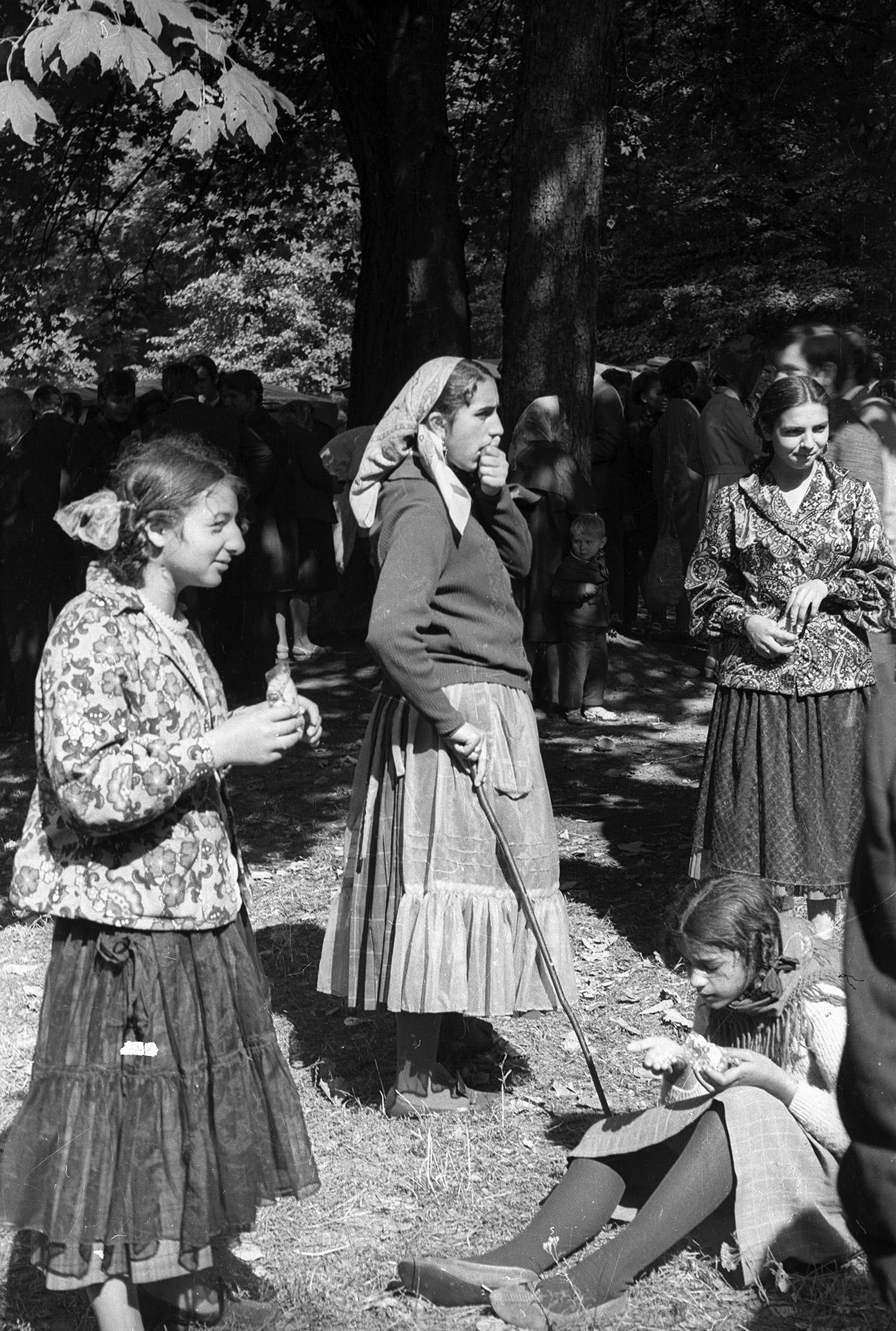
Romaníes polacas, en vestimenta tradicional
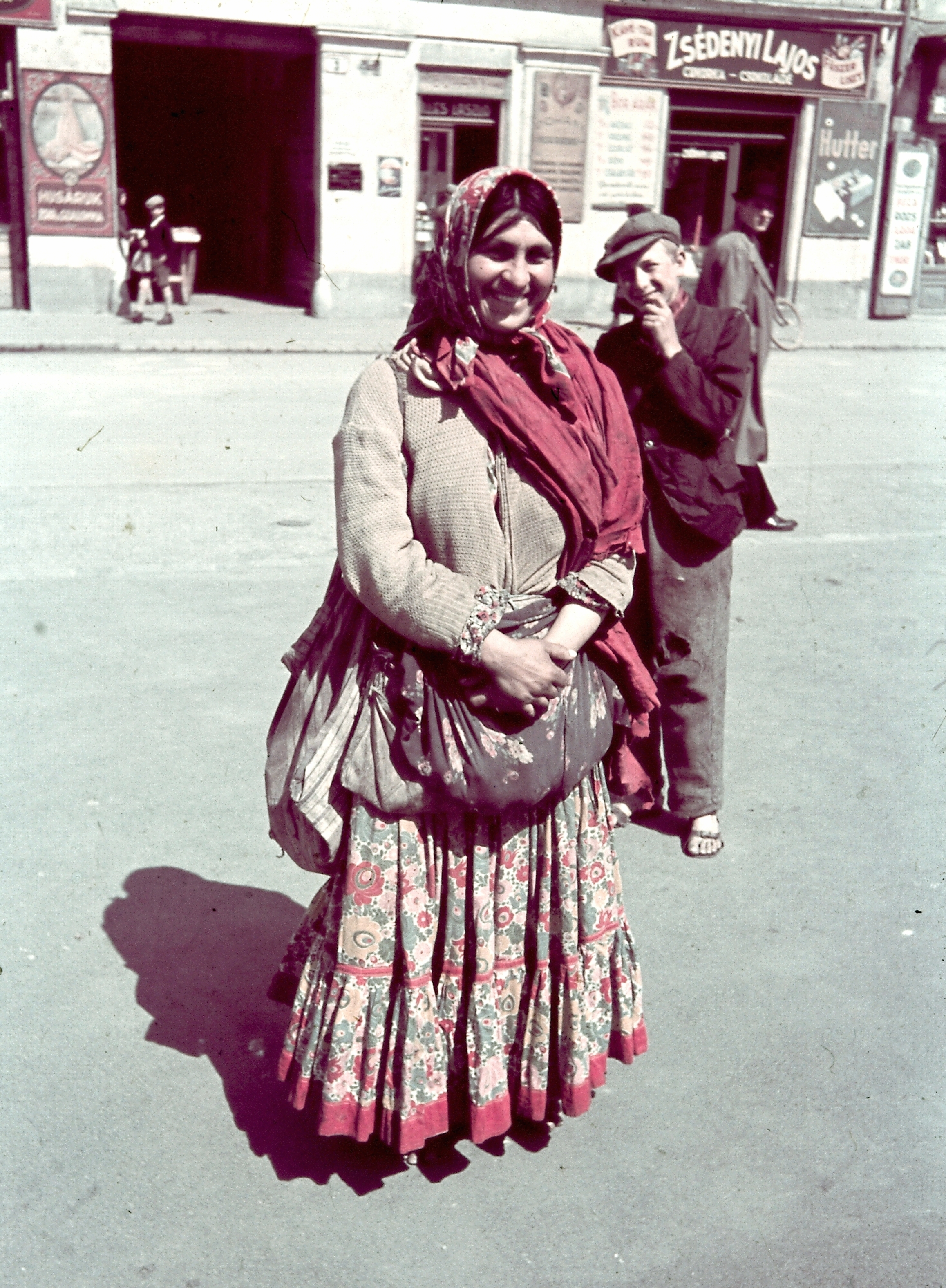
Mujer romaní de Hungría
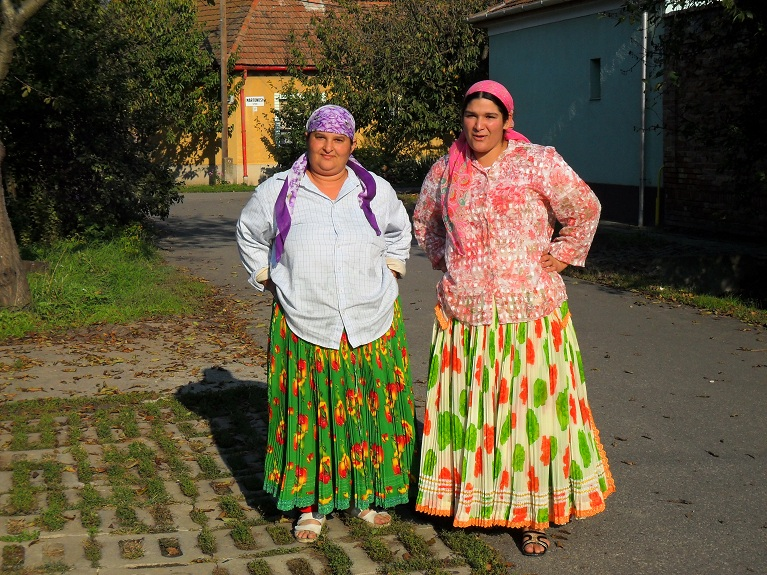
Vestido tradicional de Gabor Roma de Transilvania
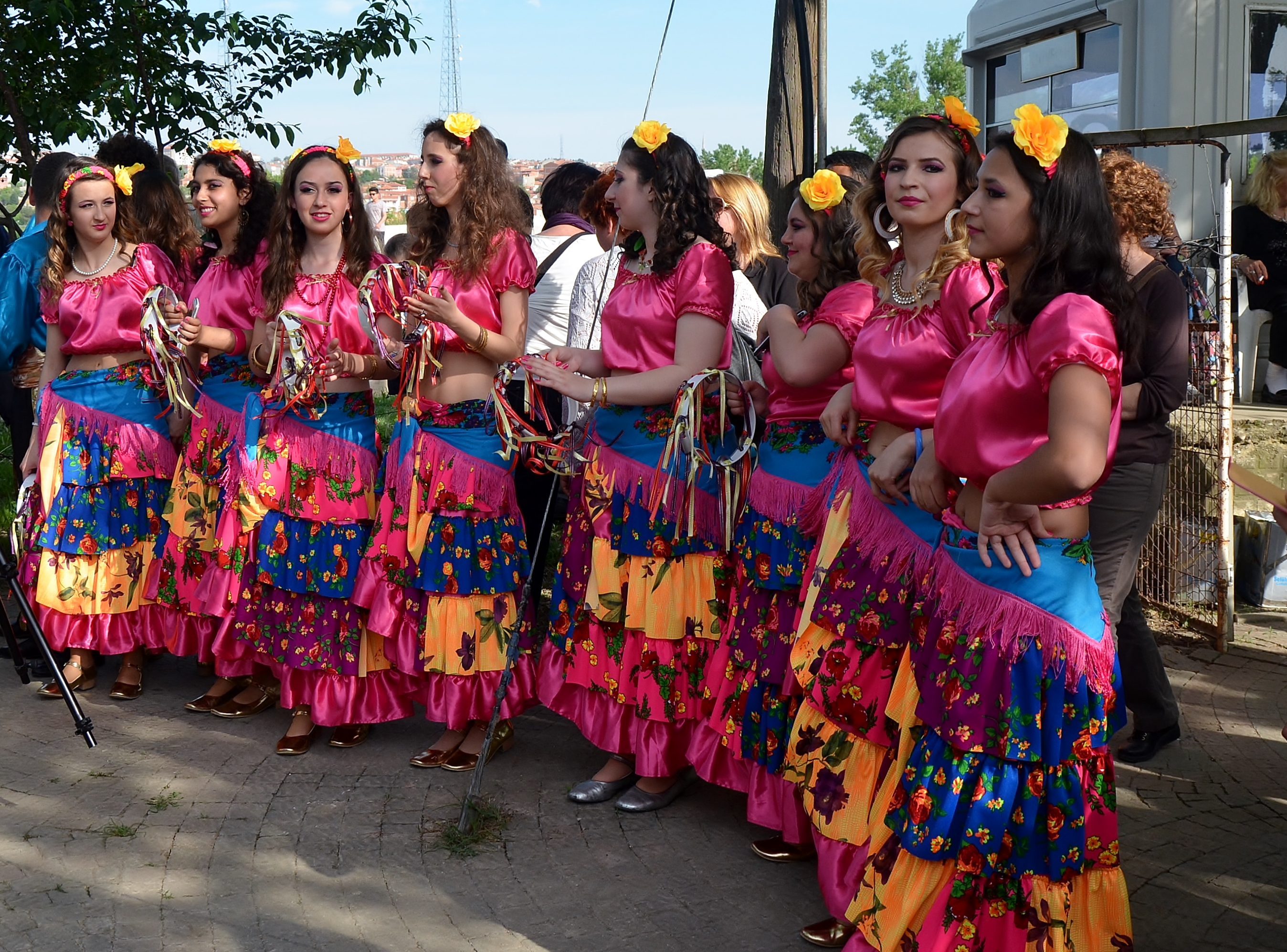
Mujeres romaníes de Turquía
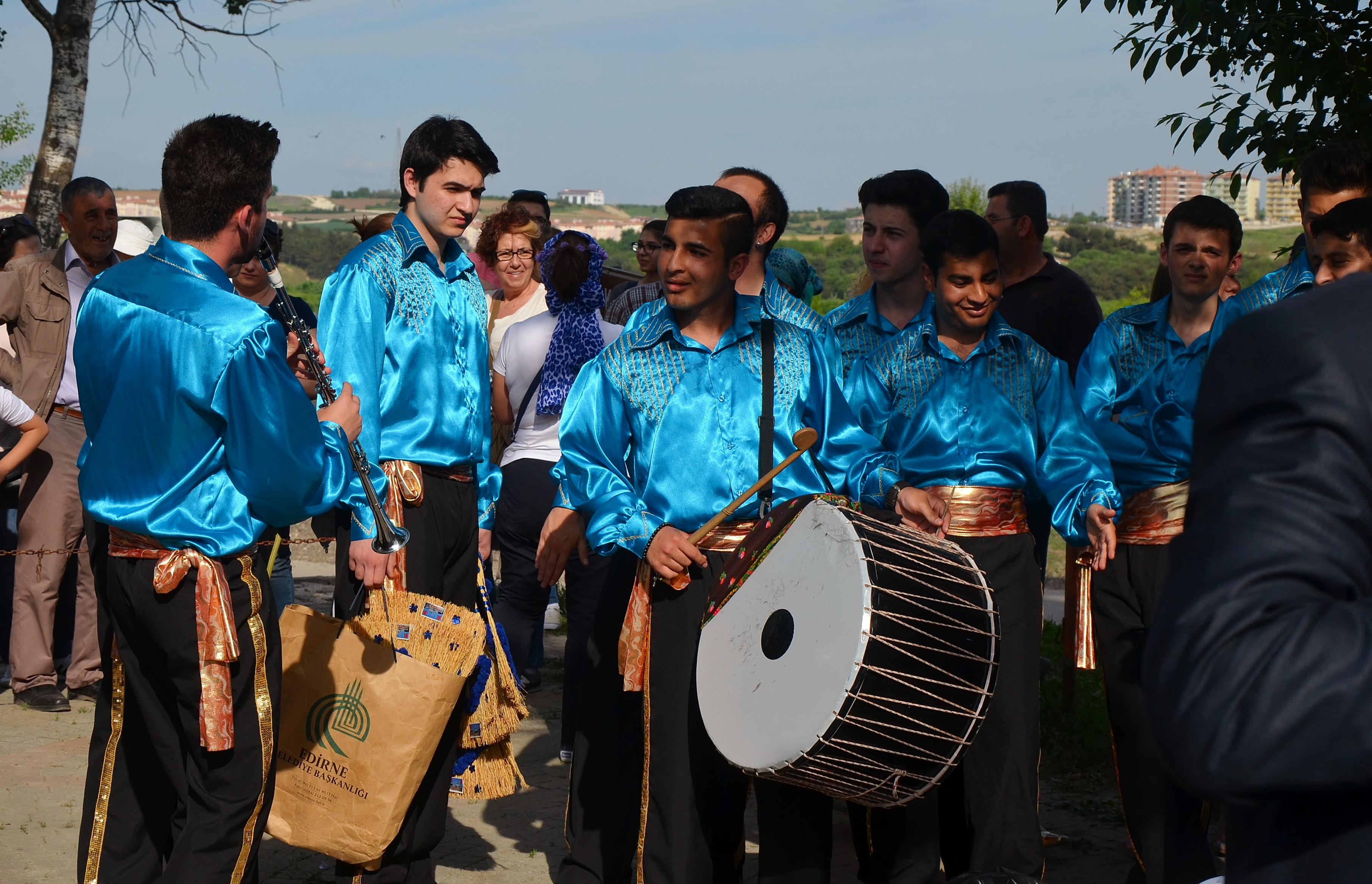
Hombres romaníes de Turquía
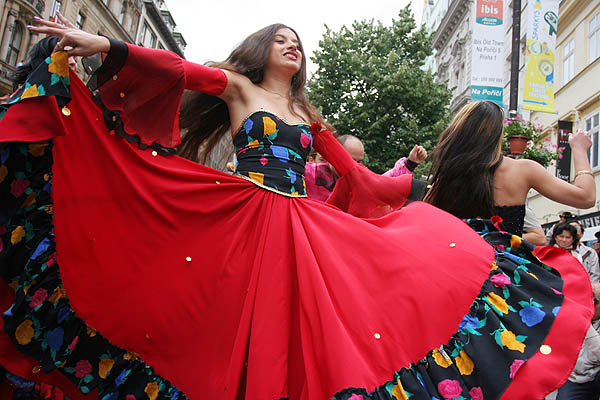
Festival Khamoro Roma 2007 en praga

### En arte

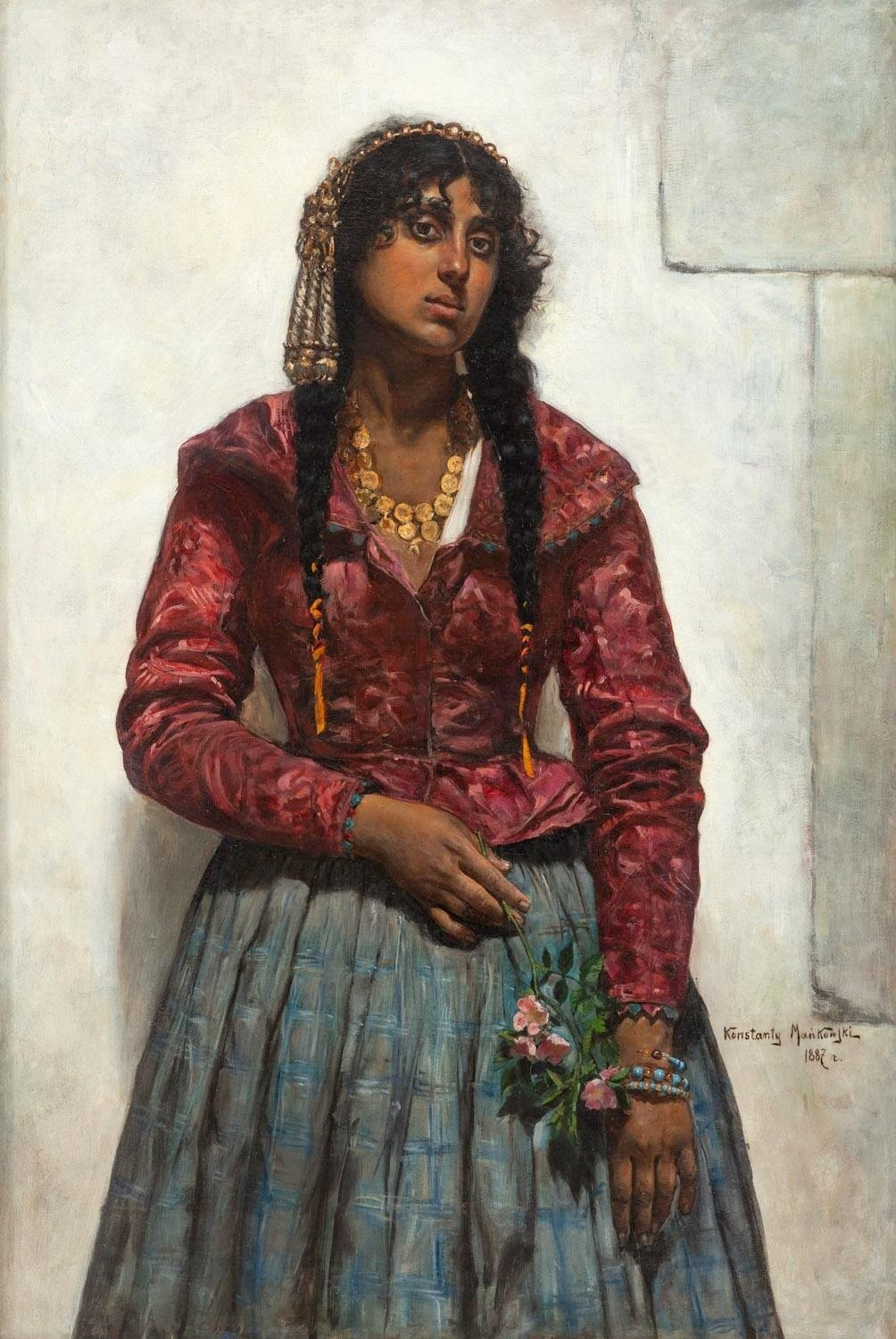
Mujer romaní con vestido tradicional, por Konstanty Mańkowsk, 1887
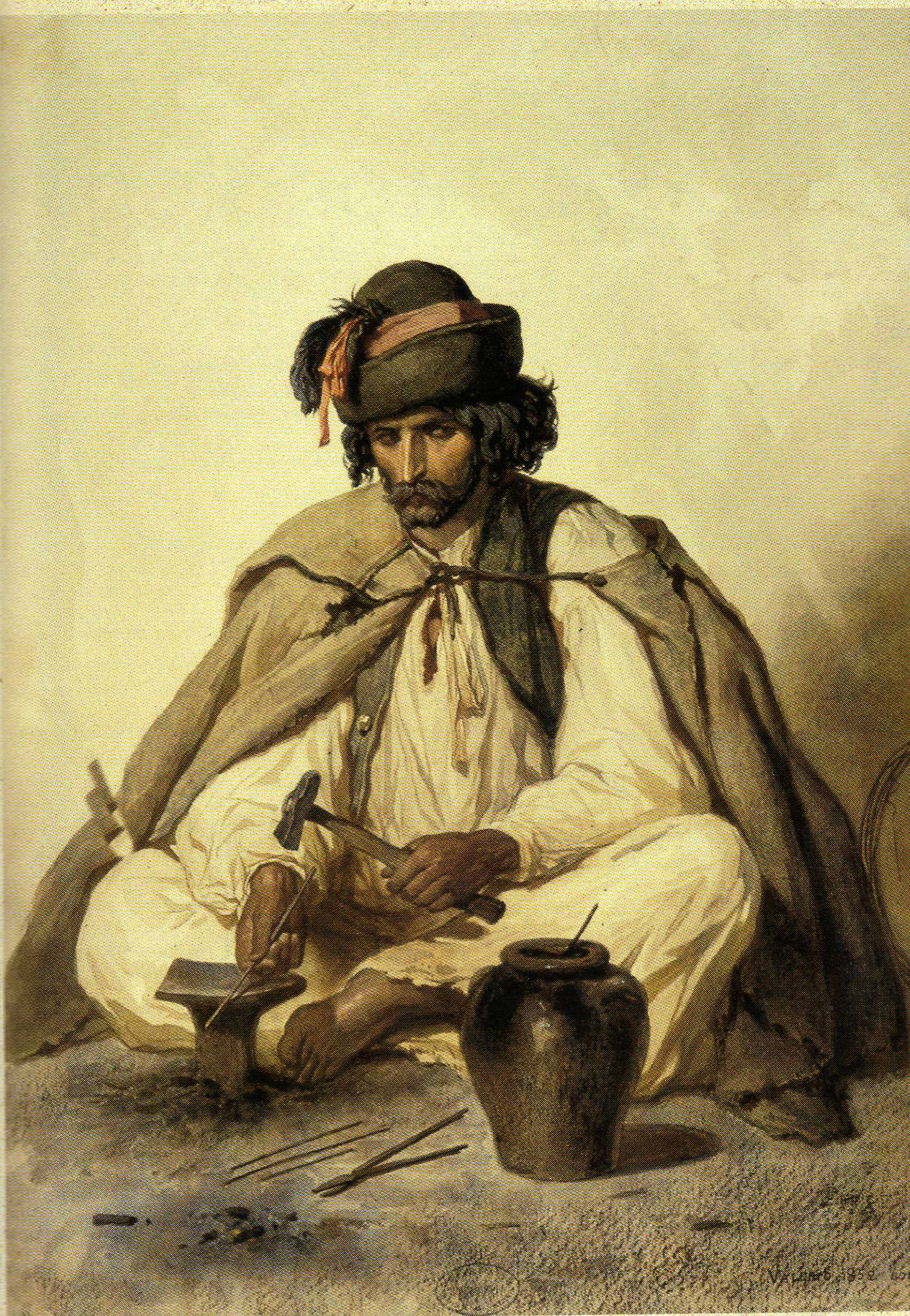
Herrero romaní en las montañas Matra por Théodore Valério, 1852
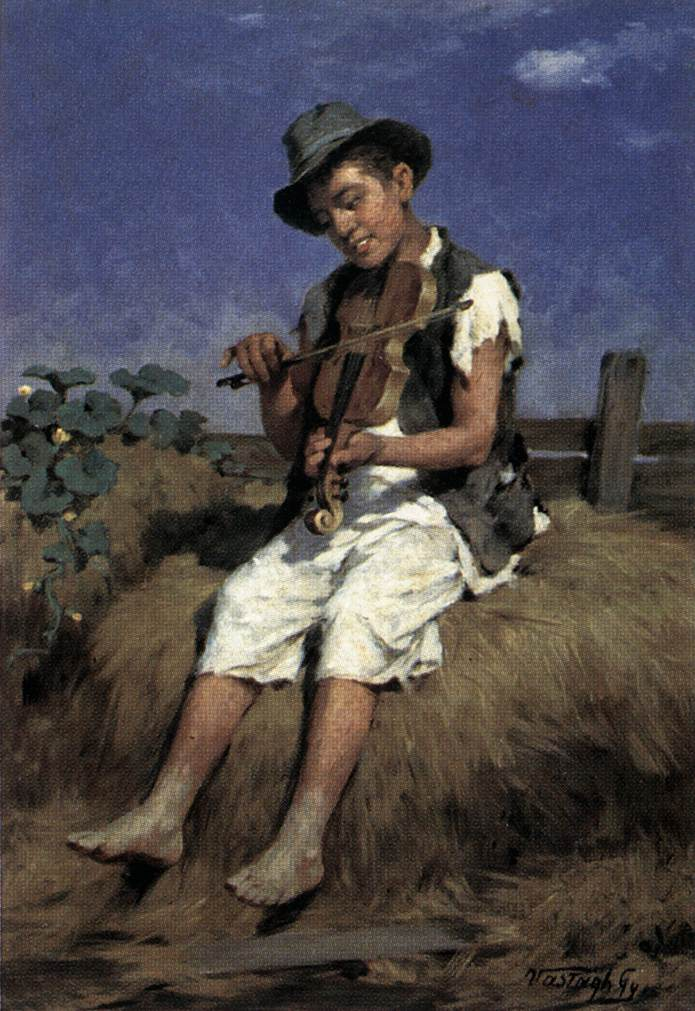
Niño violinista romaní deHungría por György Vastagh
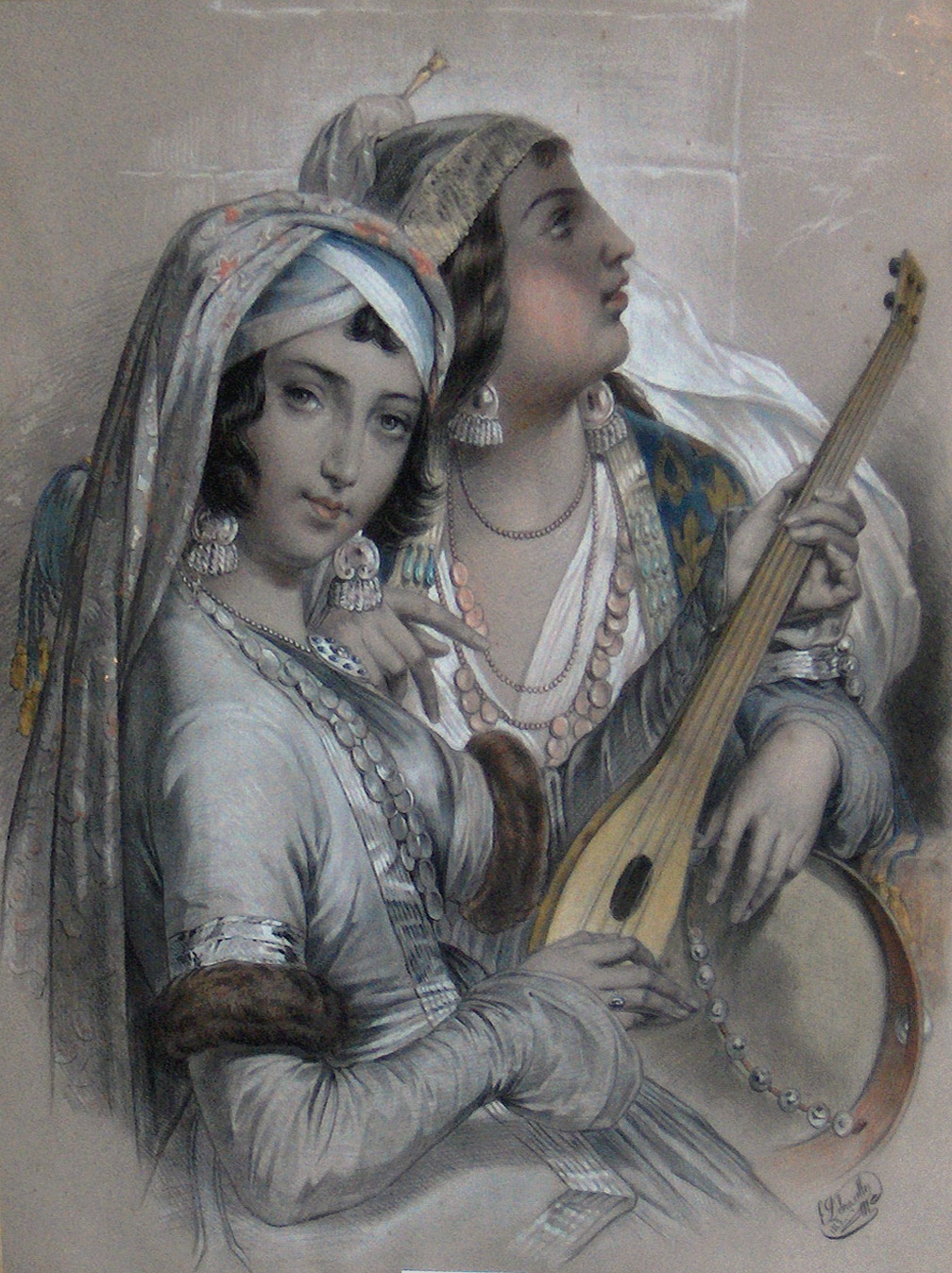
"Gitanas musicales", dibujo de Edouard Debruxelles, (1835-1871)
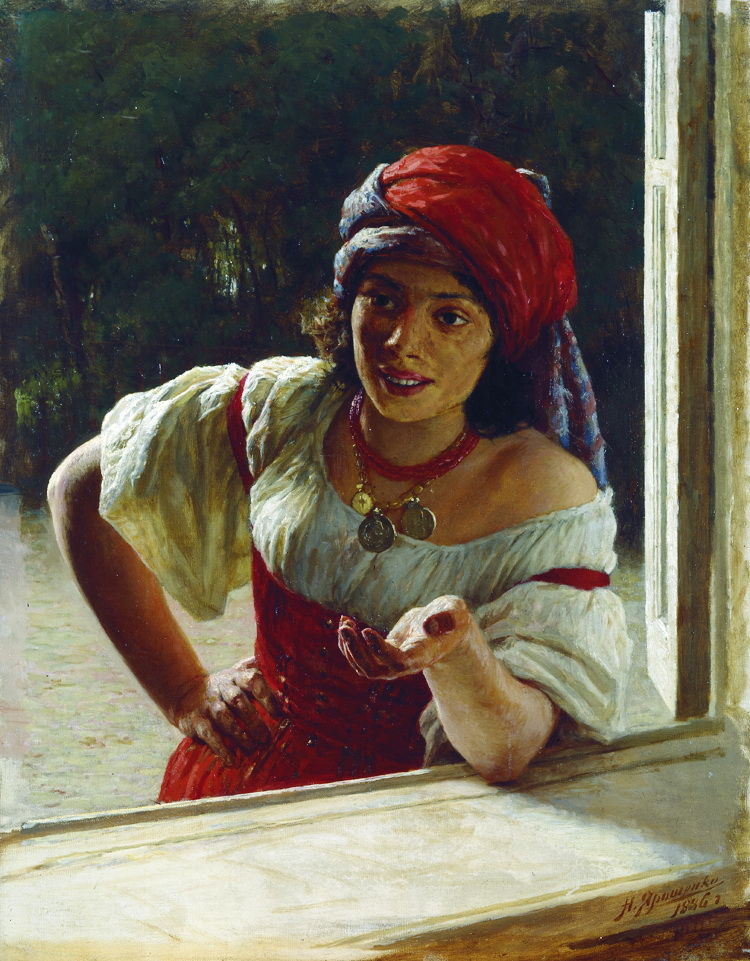
Mujer romaní, por Nikolái Yaroshenko
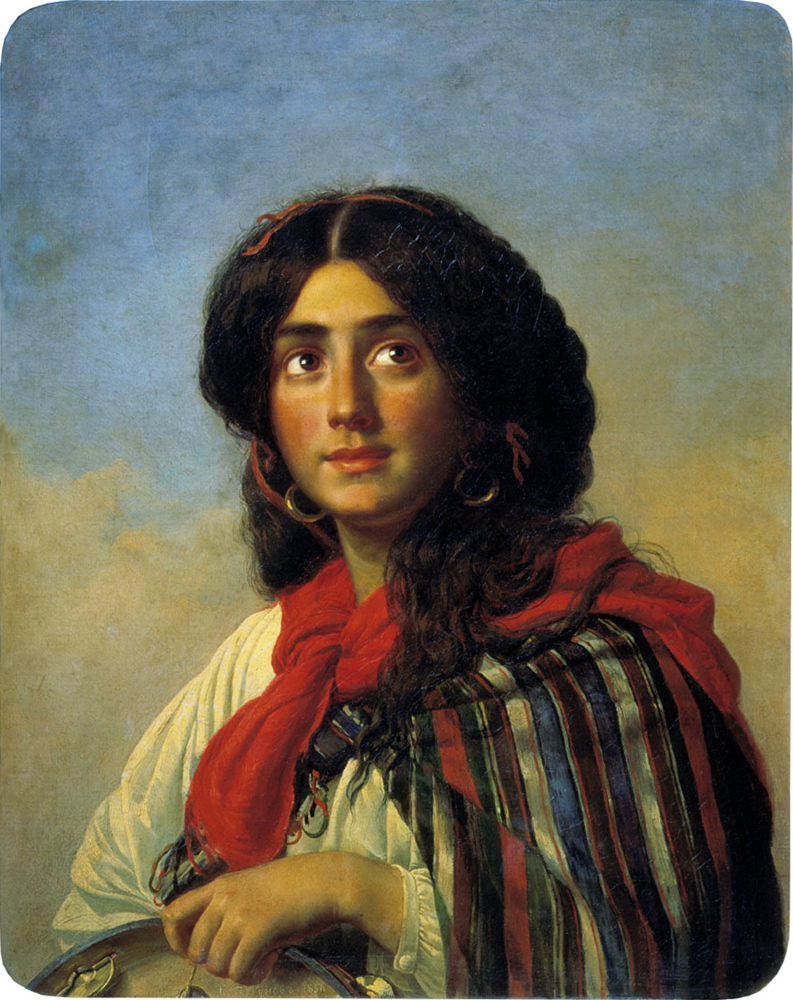
Mujer romaní con vestido tradicional, 1851
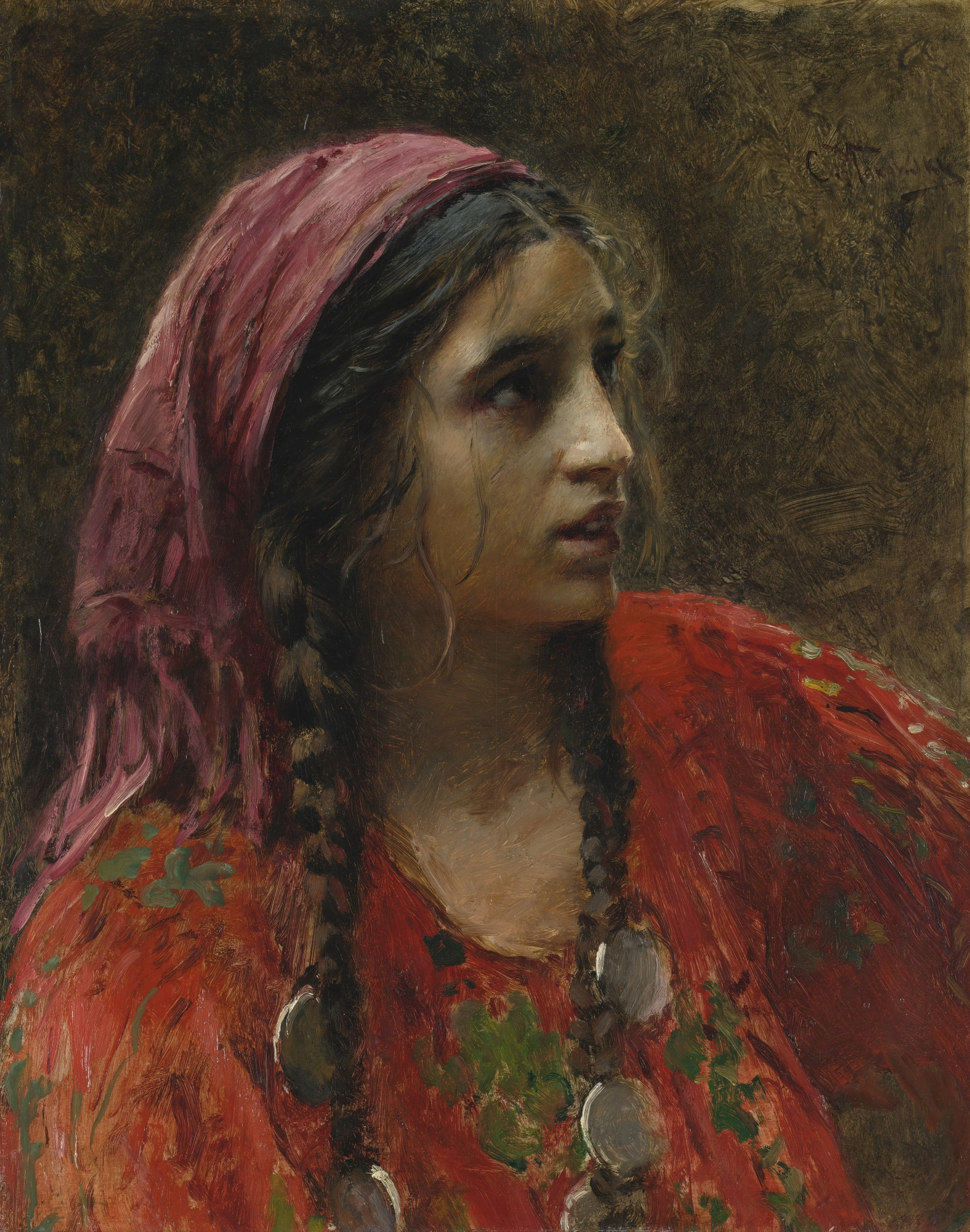
Chica romaní, de Konstantin Makovsky
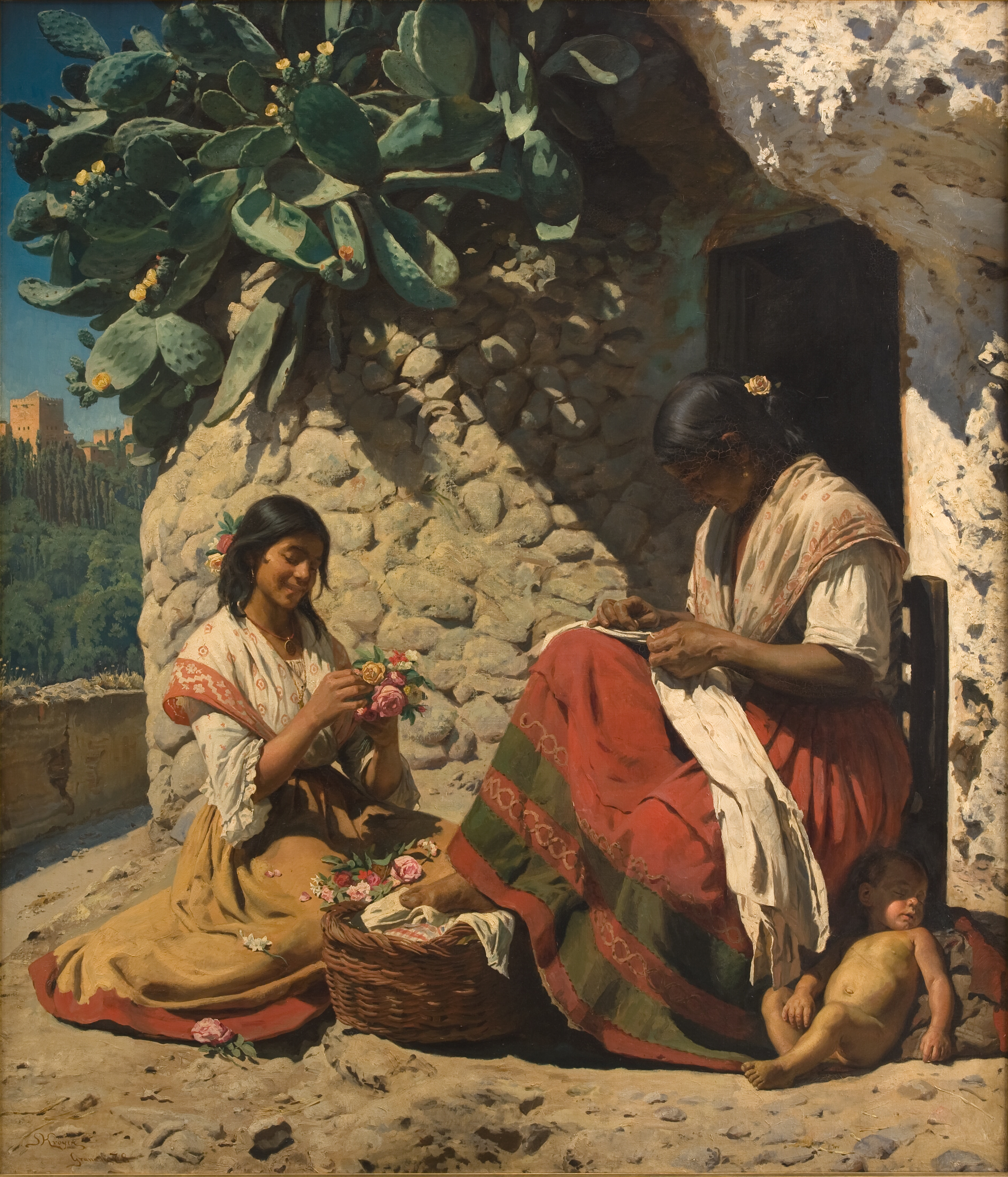
Dos mujeres romaníes fuera de su casa, Peder Severin Krøyer en 1878
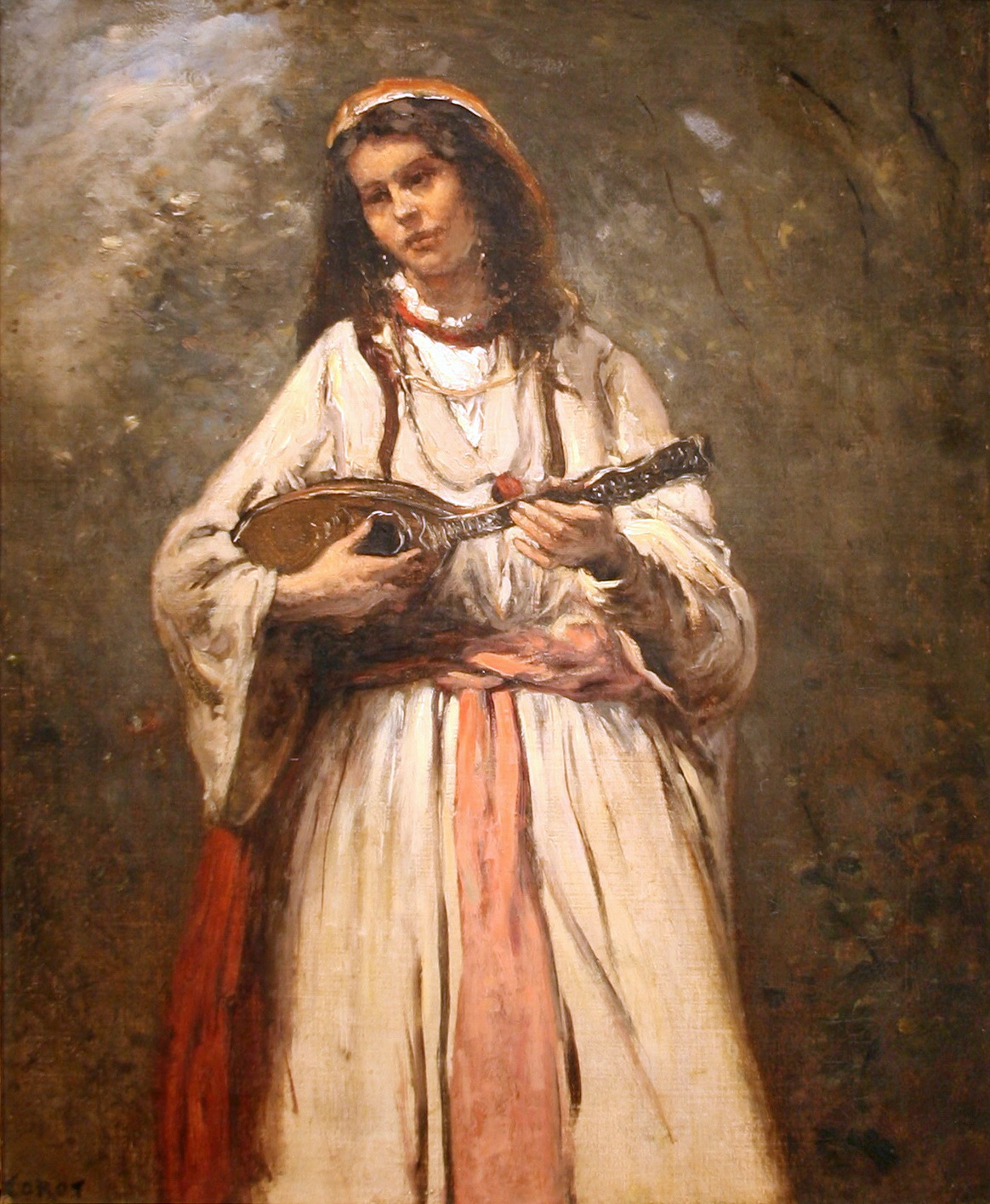
Niña romaní con mandolina,Jean-Baptiste-Camille Corot
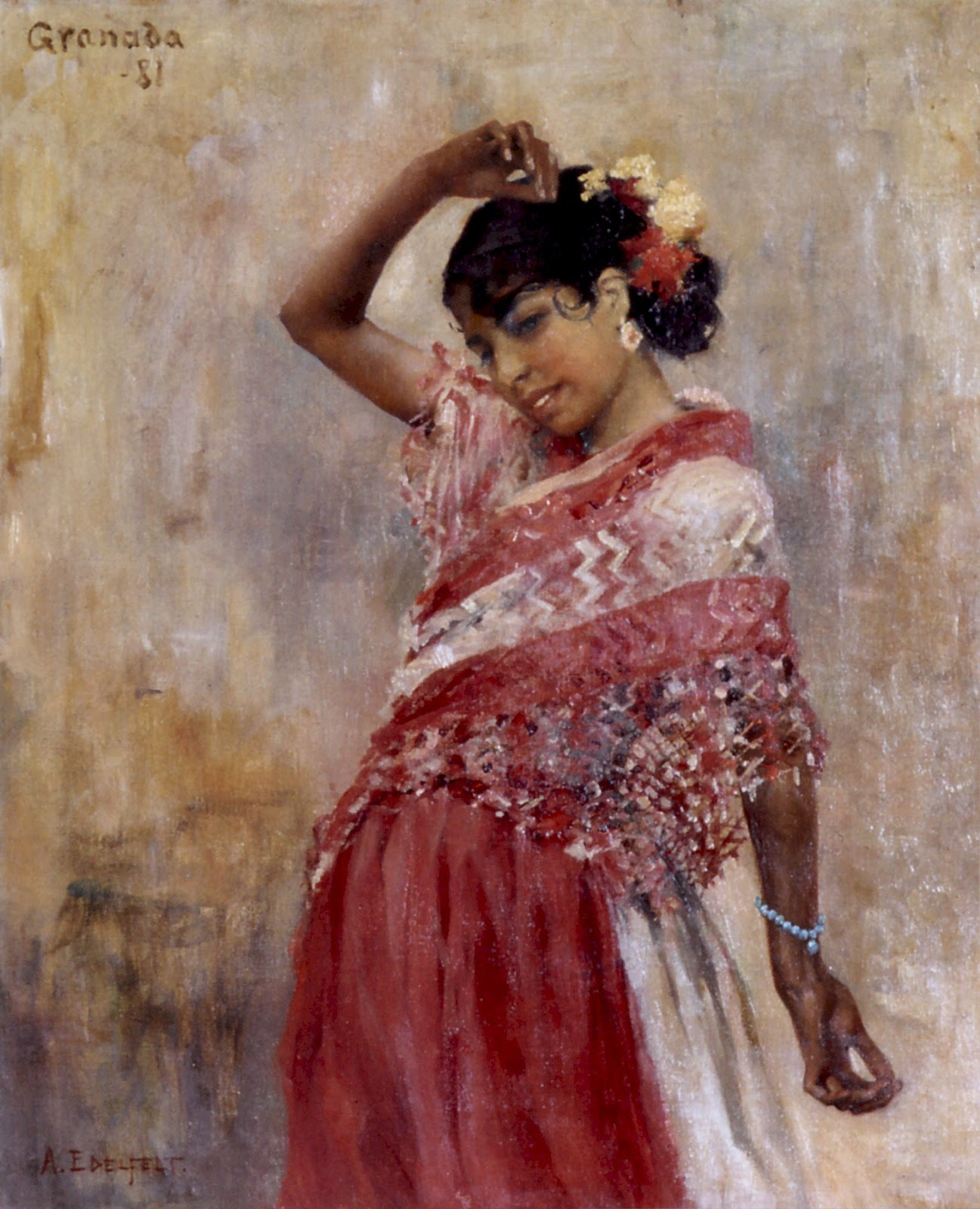
Gitana bailando por Albert Edelfelt, 1881

## Otras lecturas
- Gay y Blasco, Paloma. Gypsies in Madrid: Sex, Gender and the Performance of Identity. Oxford: Berg, 1999.
- Sutherland, Anne. Gypsies: The Hidden Americans. Prospect Heights, Ill.: Waveland Press, 1986.
- "Pollution, Boundaries and Beliefs," In Dress and Identity, pp. 436–444. Edited by Roach-Higgens, Mary Ellen, Joanne Eicher and Kim Johnson. New York: Fairchild Publications, 1995.

- Datos: Q106742659

1. ↑  Una nota.[8]